# 아가마
아가마(Agama)는 힌두교 용어로써 전래(傳來) 또는 전승(傳承)의 뜻으로서 전승된 성전(聖典)이라는 뜻도 있다. 불교에서도 사용한 말로서 특히 〈탄트라〉 가운데의 시바와 여신 파르바티의 대화에 있어서 후자가 묻고 전자가 답하는 것을 〈아가마〉라고 부른다. 시바파의 〈아가마〉에 관해서는 잘 알려져 있지 않으나 〈탄트라〉와 마찬가지로 4부로 이루어지며 시바신적인 것과 루드라신적인 것 등 모두 합쳐 28종을 헤아리며, 또한 여기에 〈부(副)아가마〉가 따른다. 그 성립은 가장 오랜 것으로 7 ~ 8세기경이 아닌가 추정된다.

## 같이 보기
- 아함경

## 참고 문헌
- 이 문서에는 다음커뮤니케이션(현 카카오)에서 GFDL 또는 CC-SA 라이선스로 배포한 글로벌 세계대백과사전의 내용을 기초로 작성된 글이 포함되어 있습니다.